# Sustentabilidade corporativa

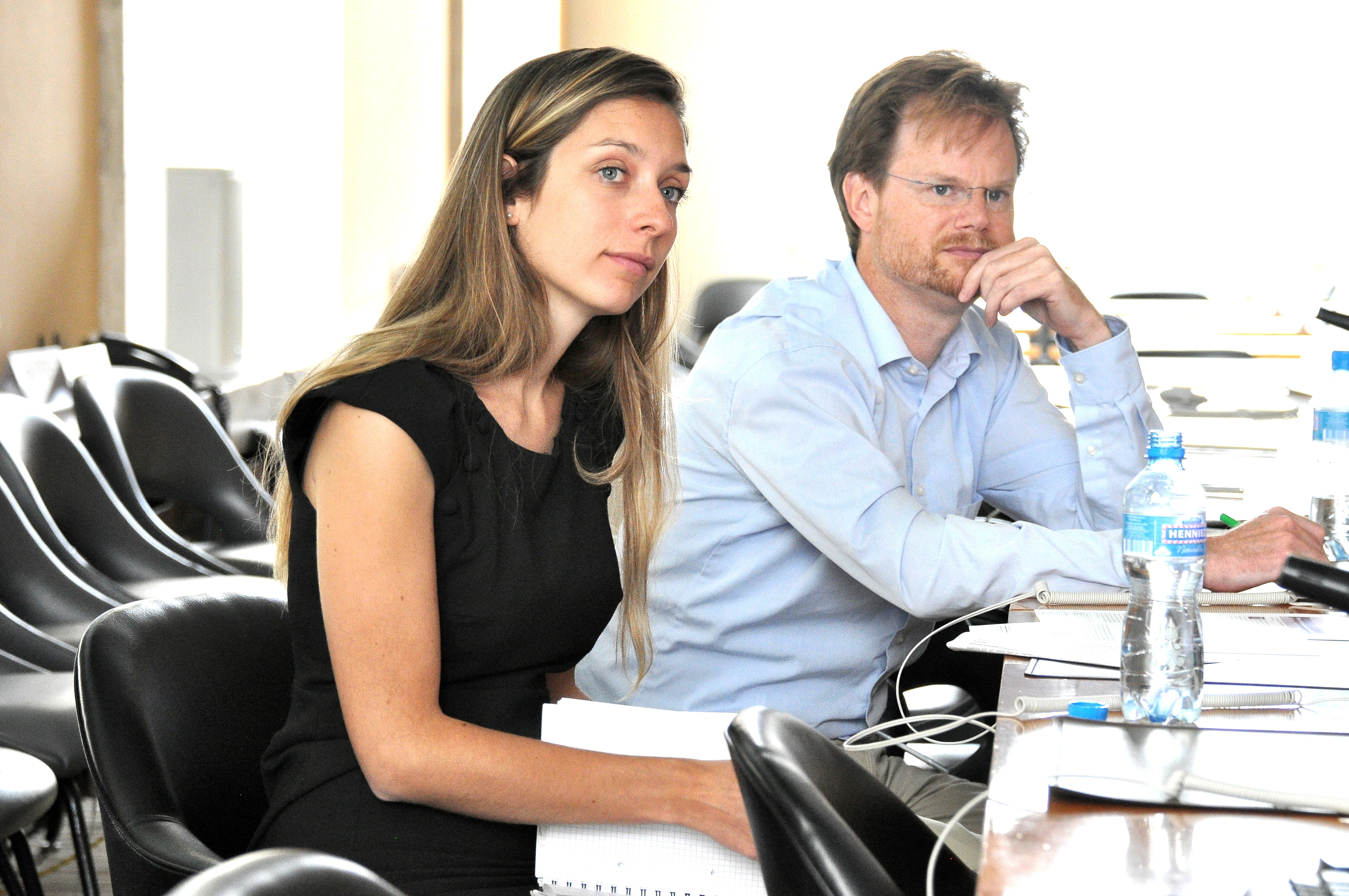
Uma sessão de 2014 da Conferência das Nações Unidas sobre Comércio e Desenvolvimento promovendo a responsabilidade corporativa e o desenvolvimento sustentável.

A sustentabilidade corporativa é uma abordagem que visa criar valor a longo prazo para as partes interessadas por meio da implementação de uma estratégia de negócios que se concentra nas dimensões ética, social, ambiental, cultural e económica da atividade empresarial. As estratégias criadas visam promover a longevidade, a transparência e o desenvolvimento adequado dos funcionários nas organizações empresariais. As empresas frequentemente expressam o seu compromisso com a sustentabilidade corporativa por meio de uma declaração de Padrões de Sustentabilidade Corporativa (CSS na sigla em inglês), que geralmente são políticas e medidas que visam atender ou exceder os requisitos regulamentares mínimos.
A sustentabilidade empresarial é frequentemente confundida com a responsabilidade social empresarial (RSE), embora as duas não sejam a mesma coisa. Bansal e DesJardine (2014) afirmam que a noção de "tempo" discrimina a sustentabilidade da RSE e outros conceitos semelhantes. Enquanto a ética, a moralidade e as normas permeiam a RSE, a sustentabilidade apenas obriga as empresas a fazerem concessões intertemporais para salvaguardar a equidade intergeracional. O curto-prazismo é a ruína da sustentabilidade.